# MS Berge Istra
MS Berge Istra var ett norskt bulkfartyg som sjönk 30 december 1975. Dess systerfartyg MS Berge Vanga mötte samma öde 1979. Först trodde man att MS Berge Istra tappat radiokontakten. Därför anmäldes inte fartyget saknat förrän 7 januari 1976, varpå räddningsauktion startade. Den 18 januari 1976 påträffade en japansk fiskebåt två spanska matroser i en livflotte från Berge Istra flytande på havet.
Det hölls sjöförklaring i New York. Alla som närvarade belades dock med yppandeförbud, så ingen vet riktigt vad som kom fram vid denna. Detta förfarande kritiserades hårt eftersom många var intresserade av vad som egentligen hänt fartyget. Eftersom fartyget var registrerat i Liberia så behövde man inte följa norska lagar.
Det har gått nästan 40 år sedan förlisningen. Fortfarande vet ingen utomstående vad som hände fartyget.